# 루커스 틸
루커스 틸(Lucas Till, 1990년 8월 10일 ~ )은 미국의 배우이다.

## 출연 작품
- 디스어포인트먼트 룸 (2018)
- 맥가이버 (2016)
- 몬스터 트럭 (2016)
- 디스어포인트먼트 룸 (2016)
- 엑스맨: 아포칼립스 (2016)
- 스트링스 (2015)
- 더 커즈 오브 다우너즈 그로브 (2014)
- 다크 하트 (2014)
- 신스 오브 유어 유스 (2014)
- 캠퍼스 어택: 크리스티 처결단 (2014)
- 울브스 (2014)
- 엑스맨: 데이즈 오브 퓨처 패스트 (2014)
- 웻 앤 레크레스 (2013)
- 크러쉬 (2013)
- 파라노이아 (2013)
- 스토커 (2013)
- 썸원 라이크 유 (2012)
- Vs (2011)
- 엑스맨: 퍼스트 클래스 (2011)
- 월드 인베이젼 (2011)
- 스파이 넥스트 도어 (2010)
- 레이드 투 레스트 (2009)
- 한나 몬타나: 더 무비 (2009)
- 댄스 오브 더 데드 (2008)
- The Other Side (2006)
- 앙코르 (2005)
- 피 샤이 (2004)